# Glauco (soldado)

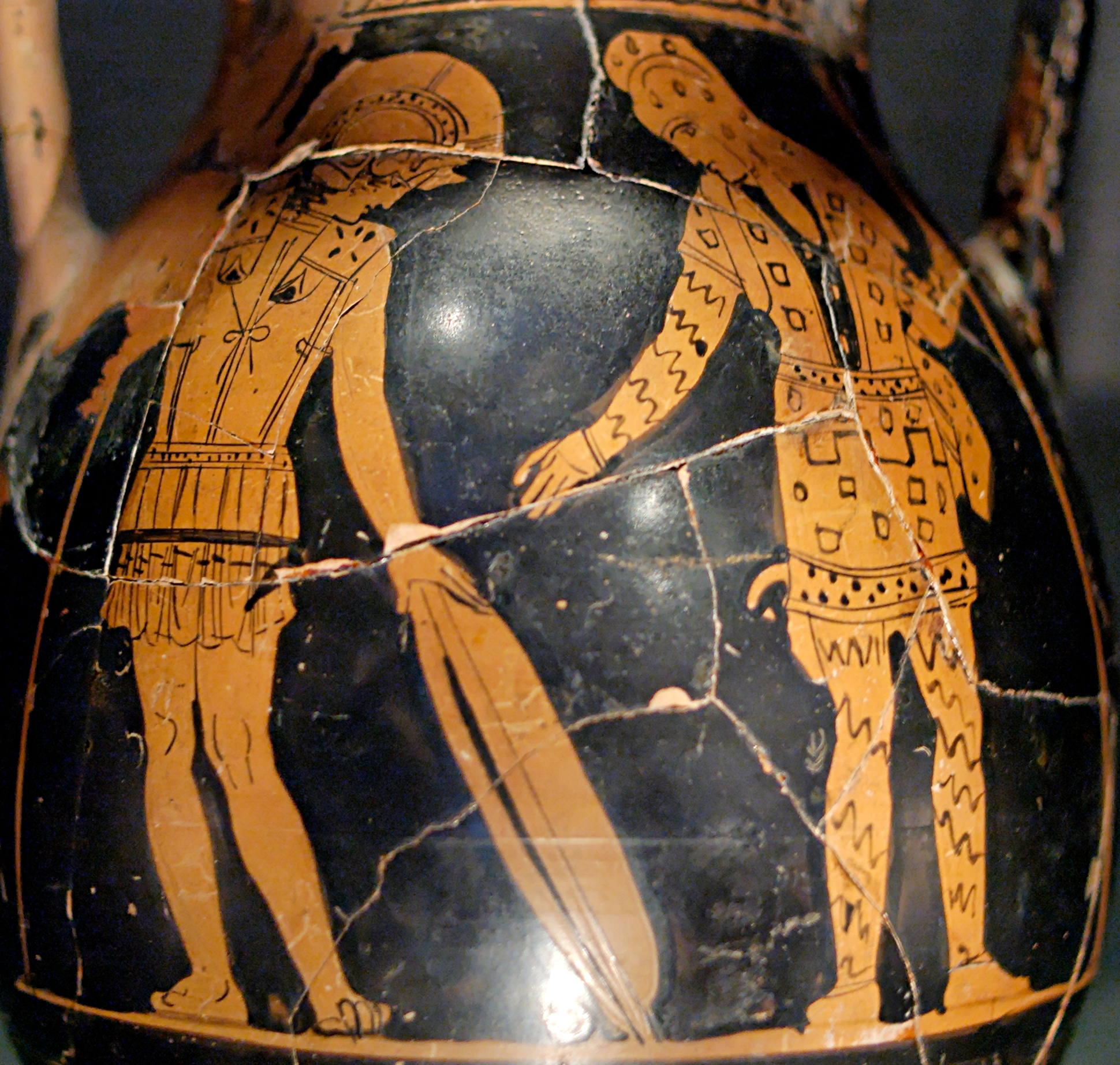
Diomedes (a la izquierda) intercambiando armas con Glauco. Pelike de figuras rojas ca. 420 a. C.

En la mitología griega, Glauco (en griego antiguo: Γλαῦκος) fue un combatiente y soldado troyano que participó en la guerra de Troya del bando de Troya. Es hijo de Hipóloco y nieto de Belerofonte. Era primo de Sarpedón, con el cual mandaba en el contingente licio. En el canto VI de la Ilíada se encontró frente a frente con el héroe aqueo Diomedes, con el cual intercambió las armaduras —las de Glauco de oro, las de Diomedes de bronce—. En el encuentro cayeron en la cuenta de que sus familias estaban unidas por lazos de hospitalidad. El abuelo de Glauco, Belerofonte, había sido recibido en su casa como huésped por el abuelo de Diomedes, Eneo, e intercambiaron presentes y no pelearon ni lucharon aquel día.
Luchó junto a Héctor en las guerras contra Grecia y también cuando Héctor mató a Patroclo.
Pero cuando Héctor murió a manos de Aquiles, él se convirtió en el general del ejército troyano, comandado hasta entonces por Héctor.
Sin embargo, fue muerto a manos de Áyax Telamonio.
El dios Apolo ordenó que los vientos trasladaran su cuerpo a Licia.